# Дальманн, Николя
Николя Дальманн (фр. Nicolas Dahlmann; 7 ноября 1769, Тьонвиль — 10 февраля 1807, Прейсиш-Эйлау) — французский кавалерист, бригадный генерал, известный своей службой в полку Конных егерей императорской гвардии.

## Биография

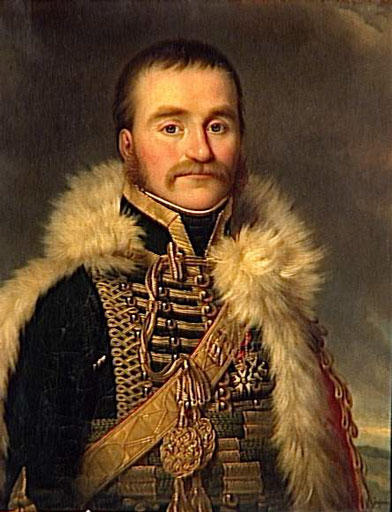
Художник Альберт Грегориус. Портрет генерала Дальманна.

Ребенком воспитывался в кавалерийском полку Дофина, в 16 лет стал солдатом. После революции относительно долго оставался на рядовых и сержантских должностях.  В 1796 году в Итальянской армии, в роте гидов при особе командующего, генерала Бонапарта. Воевал в Египте, при Абукире отличился и стал капитаном. Вернулся во Францию вместе с Бонапартом, как доверенный офицер, в то время, как армия оставалась в Египте. С момента создания Консульской (затем Императорской) гвардии в 1800 году — офицер полка Конных гренадер, с 1802 года — полка Конных егерей. Сражался при Аустерлице и Йене. Произведен в бригадные генералы.
Прославился в сражении при Эйлау, где гвардейской кавалерии (конным егерям и конным гренадерам) было поручено нанести удар по позициям русской пехоты, чтобы спасти от окончательного разгрома вышедший из-за метели прямо на русские батареи пехотный корпус маршала Ожеро. Дальманн вел в атаку конных егерей, прорвал русские позиции, но был смертельно ранен, и полк отступил, но  и русские войска вскоре начали отступление.
Наполеон назначил пенсию вдове Дальманна, его малолетнего сына сделал бароном Империи, а его сердце приказал похоронить в  Пантеоне.  Имя генерала Дальманна выбито на восточной стене парижской Триумфальной Арки.